# Filip Šedivý
Filip Šedivý (6. října 1953 Praha – 20. září 2008 Praha) byl český a československý právník, diplomat a politik, po sametové revoluci poslanec Sněmovny národů a Sněmovny lidu Federálního shromáždění za Občanské fórum, později za ODS, pak 1. velvyslanec České republiky na Slovensku.

## Životopis
Narodil se v Praze, absolvoval Právnickou fakultu Univerzity Karlovy v Praze. V letech 1978 až 1981 pracoval jako právník na Okresním národním výboru v Mostě, v letech 1982 až 1990 zastával funkci vedoucího odboru odbytu Báňských staveb Most.
V roce 1989 zakládal v Mostě Občanské fórum. V letech 1991 až 1998 byl členem Občanské demokratické strany, poté byl členem Unie svobody.
Ve volbách roku 1990 byl zvolen za Občanské fórum do Sněmovny národů Federálního shromáždění (volební obvod Severočeský kraj). Poslanecký post zastával od 7. června 1990 do 4. června 1992. Po rozkladu Občanského fóra přestoupil v roce 1991 do poslaneckého klubu ODS. Ve volbách roku 1992 přešel do Sněmovny liduFederálního shromáždění, kde zasedal od 6. června 1992 do zániku Československa v prosinci 1992. Od 25. června 1992 byl prvním místopředsedou Federálního shromáždění. Od července 1992 byl členem vládní komise k přípravě nové Ústavy České republiky.
V roce 1993 se stal prvním mimořádným a zplnomocněným českým velvyslancem na Slovensku. Tuto funkci zastával do roku 1996, kdy opustil diplomatické služby a začal působit v holdingu Unipetrol, kde zastával různé funkce ve statutárních orgánech. Byl spolumajitelem a předsedou dozorčí rady Moravských skláren Květná.
V senátních volbách roku 1996 kandidoval do horní komory českého parlamentu za Senátní obvod č. 36 - Česká Lípa, coby kandidát ODS. V 1. kole zvítězil s 33 % hlasů, ale v 2. kole ho porazil kandidát ČSSD Miroslav Coufal.
Zemřel na infarkt v září 2008 v Praze.